# Ficedula owstoni
Ficedula owstoni (мухоловка рюкюська) — вид горобцеподібних птахів родини мухоловкових (Muscicapidae). Ендемік Японії. Раніше вважався підвидом жовтоспинної мухоловки, однак був визнаний окремим видом.

## Поширення і екологія
Рюкюські мухоловки є ендеміками островів Рюкю. Вони живуть в сухих субтропічних лісах, на висоті від 150 до 200 м над рівнем моря. Живляться комахами.